# 菱腹金小蜂属
菱腹金小蜂属（学名：Paroxyharma）为金小蜂科的一个属。

## 下属物种
本属包括以下物种：
- 菱腹金小蜂 Paroxyharma rhomba Huang & Tong, 1993